# Рудники Бертвіль
Рудники Бертвіль (Burtville) – сукупність гірничодобувних майданчиків на заході Австралії, на рудному полі Бертвіль.
Наприкінці XIX – на початку XX століть на рудному полі Бертвіль діяли численні дрібні копальні, що вели видобуток підземним способом, зокрема:
- «Mikado», яка між 1900 та 1911 роками видала 308 кілограмів золота;
- «Karridale», що між 1903 та 1907 роками вилучила 1,8 тисяч тонн руди та отримала 287 кілограмів золота;
- «Away From Home», яка до 1906-го отримала 134 кілограми золота»;
- «Sons of Westralia», що працювала з 1899 по 1906 роки та видобула 1,4 тисячі тонн руди та 44 кілограми золота;
- «Golden Bell», яка почала діяльність в 1904-му та до 1906-го вилучила 1,3 тисячі тонн руди та 163 кілограми золота;
- «Tempus», що працювала безпереровно з 1899 по 1909 роки (а потім епізодично) та до 1934-го вилучила 1,1 тисячі тонн руди та 109 кілограмів золота;
- «Savage Captain», що до 1916-го видобула 1,7 тисячі тонн руди та біля 155 кілограмів золота;
- «Boomerang», яка між 1938 та 1947 роками видала 0,6 тонни руди і 137 кілограмів золота.
З 1990-х роках компанія Sons of Gwalia Ltd вела розробку на Бертвілі відкритим способом, при цьому змогла отримати звідси 2 тонни золота. Руда відправлялась на фабрику з вилучення золота копальні Барнікоут.
В листопаді 2012-го компанія Focus Minerals (що до того провела короткочасну, проте інтенсивну кампаню з видобутку золота на рудному полі Лавертон) узялась за розробку Бертвілю, запаси якого оцінили у 7,3 тонни золота. Руду відправляли на фабрику з вилучення золота копальні Гранні-Сміт. Втім, на тлі падіння цін на золото та зростання вартості переробки вже у травні 2013-го рудник Бертвіль зупинили.